# 井桁克
井桁 克（いげた まさる、1939年11月11日 - ）は、日本の政治家、新聞記者。元津島市長（4期）
、元愛知県議会議員（1期）、

## 来歴
愛知県津島市出身。早稲田大学政治経済学部卒業。読売新聞の記者となる。
1967年（昭和42年）、愛知県議会議員選挙に無所属で立候補し、自民党公認の前津島市長の竹内節雄を僅差で破り初当選。1971年（昭和46年）の県議選は自民党の公認を得た井桁と無所属の竹内節雄の一騎打ちとなったが、落選。

### 津島市長
- 1975年（昭和50年）4月28日～1979年（昭和54年）4月27日 初当選
- 1979年（昭和54年）4月28日～1983年（昭和58年）4月27日 2期目
- 1983年 (昭和58年）4月28日～1987年（昭和58年）4月27日 3期目
- 1987年（昭和62年）4月28日～1988年（昭和63年）2月1日 4期目途中辞職[4]

- 初当選時は35歳で、戦後の愛知県内の市長としては最年少での就任であった[5]。
- 1982年3月、津島市は、井桁市長の主導により、全国に先駆けて非戦・核兵器廃絶都市宣言を行った[6][7]。

### 市長辞職
1987年4月の市長選で4選を果たしたものの、その選挙活動に関して消防団の組織を巻き込んだ選挙違反が摘発されて出納責任者が逮捕され、1988年1月には有罪判決が確定して連座制の適用により当選が無効とされ、失職することになった。連座制が適用されて失職すれば、市長では初めての例であったが、結局は、失職前に自ら辞職する形をとった。
井桁は、1988年3月13日に投票された「やり直し市長選挙」に出馬したが、この選挙では前愛知県立津島高等学校校長の山田克己が当選した。その後、市長在職時に、市職員の退職金を水増しする見返りに現金を受け取ったとする収賄容疑で、10月28日に逮捕され、執行猶予付の有罪判決を受けた。

### 国政選挙への出馬
1990年の第39回衆議院議員総選挙、1993年の第40回衆議院議員総選挙では、中選挙区制当時の愛知県第3区から立候補し、落選した。特に1990年の選挙の時点では、執行猶予中のまま立候補したことが注目された。

### 子の井桁亮が市長選に立候補
2003年、津島市長の水谷尚が脳梗塞ため、任期途中で辞職を表明。これによる4月の市長選挙に井桁の息子で愛知県議だった井桁亮がこの選挙に立候補するが、元助役の三輪優に敗れ、次点で落選した。しかし、7月に現職市長の三輪優の選対本部長が公職選挙法違反（被買収）で逮捕される。有罪確定直前に三輪は辞職届を提出して連座制逃れで出直し市長選に臨んだ。この選挙で三輪と井桁克ほか4人の争いとなり、三輪が当選し、井桁は3位で落選した。息子の亮は後に津島市議に当選している。

### 妻の市会議員選挙違反で逮捕
2007年4月の津島市議選に妻が立候補した際、井桁克は運動員に現金20万円を渡して票の取り纏めを依頼したとして、5月31日に公選法違反（買収事前運動）容疑で逮捕される。妻は、この市議選で1553票を得、3位（定数23）で初当選していたが、6月1日に辞職願いが市議会で認められた。その後の裁判の結果、井桁克は2007年に執行猶予付き有罪判決を受け、公民権停止5年間となり、妻は連座制の適用を受けて市議選への立候補5年間禁止となった。